# Min-jung
Min-jung ist ein koreanischer Vorname.

## Namensträger
- Kim Min-jung (Shorttrackerin) (* 1985), südkoreanische Shorttrackerin
- Kim Min-jung (Badminton) (* 1986), südkoreanische Badmintonspielerin
- Kim Min-jung (Sportschützin) (* 1997), südkoreanische Sportschützin
- Kwak Min-jung (* 1994), südkoreanische Eiskunstläuferin
- Lee Min-jung (* 1982), südkoreanische Schauspielerin
- Seo Min-jung, eigentlicher Name von Han Yeo-reum (* 1983), südkoreanische Schauspielerin